# Elvis Costello
 Ikke at forveksle med Elvis Presley.
Declan Patrick MacManus, OBE (født 25. august 1954), kendt under sit kunstnernavn som Elvis Costello, er en engelsk post-punk singer-songwriter. Han har modtaget adskillige priser i sin karriere, inklusive Grammy Awards i 1999 og 2020, og han har været nomineret til Brit Award to gange i kategorien Best British Male Artist. I 2003 blev han indskrevet i Rock and Roll Hall of Fame. I 2004 rangerede Rolling Stone magazine Costello som nummer 80 på deres liste over 100 største kunstnere nogensinde.
Costello begyndte sin karriere som en del af Londons pub rock-scene i begyndelsen af 1970'erne, og han blev senere associeret med den første bølge af britisk punk og new wave, der opstod i midten og slutningen af 1970'erne. Hans kritikerroset debutalbum My Aim Is True blev udgivet i 1977. Kort efter at have indspillet de, dannede han gruppen the Attractions som sit backing band. Hans andet album, This Year's Model, blev udgivet i 1978, og det blev rangeret som nummer 11 af Rolling Stone på deres liste over albums fra 1967-1987. Hans tredje album Armed Forces blev udgivet i 1979, og det indeholder hans højest rangerede single, "Oliver's Army" (nummer 2 i Storbritannien). Hans første tre albums optrådte alle på Rolling Stones liste over 500 Greatest Albums of All Time.
Costello og the Attractions har turneret og indspillet sammen i størstedelen af et årti, men uoverensstemmelser fik dem til at gå fra hinanden i 1986. Meget af Costellos arbejde siden har været som solokunstner, selvom han også har været genforenet med medlemmerne i gruppen flere gange siden. Costellos tekster benytter et stort ordforråd og ofte med ordspil. Hans musik trækker på mange forskellige genrer; en kritiker beskrev ham som en "popencyklopædi", der var i stand til at "genopfinde fortiden i sit eget billede".
Costello har været med til at skrive adskillige originale sange til film, inklusive "God Give Me Strength" fra Grace of My Heart (1996, med Burt Bacharach) og "The Scarlet Tide" fra Cold Mountain (2003, med T-Bone Burnett). For sidstnævnte blev Burnett og Costello nomineret til Academy Award for Best Original Song og Grammy Award for Best Song Written for Visual Media.
Det Kongelige Teater bestilte en kammeropera af Costello om H.C. Andersens kærlighed til den svenske sopran Jenny Lind. Operaen fik titlen The Secret Songs, men forblev ufærdig. I en 2007-opførelse instrueret af Kasper Bech Holten i Takelloftet, blev de sange, der var færdige, blandet med sange fra Costellos album The Juliet Letters. Sopranen Sine Bundgaard sang partiet som Lind.

## Politik
Costello er en politisk engageret person. Han var blandt andet en af drivkræfterne bag Rock Against Racism og udgav flere plader, der var ment som en kraftig modstand mod Margaret Thatcher og hendes regering, specielt Falklandskrigen. På trods af dette har Costello i USA et rygte for at være racist efter blandt andet at have omtalt Ray Charles som en dum og blind afro-amerikaner («A blind, ignorant nigger»). Efter eget udsagn var dette imidlertid et følge af, at han var beruset og midt i en diskussion om amerikansk og britisk musik, som ikke førte nogen steder hen. Charles har selv tilgivet Costello for udtalelsen.

## Privatliv
Siden december 2003 har Costello været gift med jazzmusikeren Diana Krall. Parret fik tvillinger i december 2006.

## Diskografi
Elvis Costello
- My Aim Is True (1977)
- Spike (1989)
- Mighty Like a Rose (1991)
- Brutal Youth (1994)
- Kojak Variety (1995)
- North (2003)
- Il Sogno (2004)
- My Flame Burns Blue (2006)
- Secret, Profane and Sugarcane (2009)

Elvis Costello and the Attractions
- This Year's Model (1978)
- Live at the El Mocambo (1978)
- Armed Forces (1979)
- Get Happy!! (1980)
- Trust (1981)
- Almost Blue (1981)
- Imperial Bedroom (1982)
- Punch the Clock (1983)
- Goodbye Cruel World (1984)
- Blood and Chocolate (1986)
- All This Useless Beauty, (1996)

Elvis Costello and The Confederates and The Attractions
- King of America (1986)

Elvis Costello with Richard Harvey
- G.B.H. (1991)
- Jake's Progesss (1995)

Elvis Costello and the Brodsky Quartet
- The Juliet Letters (1993)

Elvis Costello with Bill Frisell
- Deep Dead Blue (1995)
- The Sweetest Punch (1998)

Elvis Costello with Steve Nieve
- Costello & Nieve (1996)

Elvis Costello with John Harle
- Terror & Magnificence (1997)

Elvis Costello with Burt Bacharach
- Painted from Memory (1998)

Elvis Costello with Anne-Sofie von Otter
- For the Stars (2001)

Elvis Costello and the Imposters
- When I was Cruel (2002)
- Cruel Smile (2002)
- The Delivery Man (2004)

Elvis Costello with Marian McPartland
- Piano Jazz (2005)

Elvis Costello with Allen Toussaint
- The River in Reverse (2006)